# ماسليموماب
ماسليموماب هو جسم مضاد وحيد النسيلة فأري كابت للمناعة.[بحاجة لمصدر]